# Mariene provincie Rode Zee en Golf van Aden
De Mariene provincie Rode Zee en Golf van Aden (18) (Engels: Red Sea and Gulf of Aden marine province) is een biogeografische provincie en ligt in het noordwesten van de Indische Oceaan in het Marien rijk Westelijke Indo-Pacific. De mariene provincie is vastgesteld door het World Wide Fund for Nature en The Nature Conservancy en is vernoemd naar de Rode Zee en de Golf van Aden.
In het noordoosten en zuidoosten grenst het gebied aan de mariene provincie Somalië/Arabië (19).

## Geografie
De mariene provincie ligt in de Rode Zee voor de kust van Egypte, Israël, Jordanië, Saoedi-Arabië, Jemen (westkust), Ethiopië en Soedan en voor een deel van de zuidkust van Jemen, de noordkust van Somalië en de oostkust van Djibouti en een stukje Ethiopië in de Golf van Aden.

## Biogeografie
Het gebied kent zeeleven dat houdt van tropische temperaturen.

## Mariene ecoregio's
Deze mariene provincie bestaat uit 3 mariene ecoregio's:
- Mariene ecoregio Noordelijke en Centrale Rode Zee (87)
- Mariene ecoregio Zuidelijke Rode Zee (88)
- Mariene ecoregio Golf van Aden (89)